# Yang Shaohui
Yang Shaohui, född 9 juli 1992, är en friidrottare från Kina. Han deltog vid olympiska sommarspelen 2020.